# 3167 Babcock
3167 Babcock је астероид главног астероидног појаса са пречником од приближно 12,27 .
Афел астероида је на удаљености од 2,812 астрономских јединица (АЈ) од Сунца, а перихел на 2,270 АЈ.
Ексцентрицитет орбите износи 0,106, инклинација (нагиб) орбите у односу на раван еклиптике 15,576 степени, а орбитални период износи 1479,993 дана (4,052 године).
Апсолутна магнитуда астероида је 11,40 а геометријски албедо 0,323.
Астероид је откривен 13. септембра 1955. године.